# イントゥ・ホワイト
『イントゥ・ホワイト』（Into White）は、アメリカ合衆国のシンガーソングライター、カーリー・サイモンが2007年に発表したスタジオ・アルバム。日本で先行発売された。収録曲の大部分はカバーで、子守唄をコンセプトとした選曲になっている。

## 背景
サイモンは当初、ブッカー・T・ジョーンズと共にロックンロール・アルバムを制作しようとしたが、コロムビア・レコードはサイモンの案に反対し、子守唄のアルバムの企画を出した。これに関して、サイモンは「私がやりたかったこととは違うけど、私は子供達に向けて子守唄を歌ってきたし、今も家族でお互いに歌い合っているから、子守唄に対する抵抗感は何もない」とコメントしている。
タイトル曲は、キャット・スティーヴンスがアルバム『ティー・フォー・ザ・ティラーマン』（1970年）で発表した曲のカバーである。「目を閉じてごらん」は、かつてサイモンの夫だったジェームス・テイラーのカバーで、2人の間に生まれたサリー・テイラーとベン・テイラーがボーカルで参加した。デヴィッド・ソー作の「クワイエット・イヴニング」及び「アイル・ジャスト・リメンバー・ユー」（後者はソーとベン・テイラーの共作）は本作が初出の曲で、サイモン自身が書いた「ラヴ・オブ・マイ・ライフ」はノーラ・エフロン主演の映画『ディス・イズ・マイ・ライフ』（1992年）に提供した曲のリメイクだが、本作では歌詞の一部が変更されている。

## 反響・評価
アメリカでは2007年1月20日付のBillboard 200で初登場15位となり、翌週には最高13位を記録した。
Thom Jurekはオールミュージックにおいて5点満点中3点を付け「簡単に言えば、サイモンのアルバムとしては『ザ・ベッドルーム・テープス』以来の傑作で、質感は全く違うとはいえ『トーチ』や『男の子のように』といった過去の作品にも匹敵する」と評している。また、クリスチャン・ジョン・ウィケイン（Christian John Wikane）はポップマターズのレビューで10点満点中8点を付け「サイモンの前作『ムーンライト・セレナーデ』は、ストリングスのオーケストレーションで盛り上がっていたのに対し、『イントゥ・ホワイト』は主にアコースティック楽器で成り立っている。全14曲の中に、ドブロ、チェロ、ピアノ、アコースティック・ギター、カリンバを中心としたパーカッション、それにフルートといった楽器が散りばめられているのだ」と評している。

## 収録曲
1. イントゥ・ホワイト - "Into White" (Cat Stevens) - 2:49
2. オー! スザンナ - "Oh! Susanna" (Stephen Foster) - 2:58
3. ブラックバード - "Blackbird" (John Lennon, Paul McCartney) - 2:30
4. 目を閉じてごらん - "You Can Close Your Eyes" (James Taylor) - 3:21
5. クワイエット・イヴニング - "Quiet Evening" (David Saw) - 4:22
6. カーニヴァルの朝（「黒いオルフェ」のテーマ） - "Manhã de Carnaval" (Luiz Bonfá) - 2:22
7. さらばジャマイカ - "Jamaica Farewell" (Irving Burgie) - 3:29
8. ユー・アー・マイ・サンシャイン - "You Are My Sunshine" (Jimmie Davis, Charles Mitchell) - 2:36
9. アイ・ゲイヴ・マイ・ラヴ・ア・チェリー（なぞなぞの歌） - "I Gave My Love a Cherry (The Riddle Song)" (Traditional) - 2:51
10. 愛をいつまでも/夢を見るだけ - "Devoted to You/All I Have to Do Is Dream" (Boudleaux Bryant) - 2:58
11. スカボロー・フェア - "Scarborough Fair" (Paul Simon, Art Garfunkel) - 3:38
12. 虹のかなたに - "Over the Rainbow" (Harold Arlen, Yip Harburg) - 2:24
13. ラヴ・オブ・マイ・ライフ - "Love of My Life" (Carly Simon) - 2:54
14. アイル・ジャスト・リメンバー・ユー - "I'll Just Remember You" (Ben Taylor, D. Saw) - 2:24

### 日本盤ボーナス・トラック
1. ハッシュ・リトル・ベイビー/マイ・ボニー - "Hush Little Baby/My Bonnie" (Traditional) - 5:02

## 参加ミュージシャン
- カーリー・サイモン - ボーカル(all songs)、アコースティック・ギター(on #14)
- ベン・テイラー - ボーカル(on #4)、ギター(on #5, #11)、バックグラウンド・ボーカル(on #3, #5, #7, #8, #10)
- サリー・テイラー - ボーカル(on #4)
- ピーター・カロ - ギター、ドブロ・ギター、8弦ギター
- デヴィッド・ソー - ギター
- ティーズ・ゴール - ピアノ、エレクトリックピアノ、キーボード、シンセサイザー、ベース、フルート、パーカッション、カリンバ、バウロン、ストリングス・アレンジ
- ジミー・パー - ベース、パーカッション、カリンバ、ウッドブロック、バックグラウンド・ボーカル
- ジャン・ハイヤー - チェロ(on #1, #3, #6, #9, #10, #12, #13)